# カプコン対コーエーテクモ裁判
カプコン対コーエーテクモ裁判（カプコンたいコーエーテクモさいばん）は、日本のゲーム会社間の知的財産権の裁判。

## 概要
2014年に起こされたカプコンがコーエーテクモゲームスの行う製造・販売行為に対して、特許権の侵害に基づく損害賠償請求を求めた裁判。システム作動方法の特許権と遊戯装置およびその制御方法の特許権を侵害されているとして裁判を起こしていた。
カプコンはコーエーテクモゲームスが製造する49作品で特許権を侵害しているとして約9億8千万円の損害賠償を請求していた。コーエーテクモゲームスは49作品で約97億3千万円を売り上げておりそのライセンス料は5%から10%としたため。侵害していた作品は無双シリーズや零 紅い蝶など。
2017年12月に大阪地方裁判所で下された判決では、カプコンが侵害されているとした2つの特許のうちの1つが侵害されていることが認められて、コーエーテクモゲームスは517万円の支払いを命じられていた。カプコンはこの判決を不服として控訴した。
2019年9月11日に知的財産高等裁判所で判決が下されて、コーエーテクモゲームスは約1億4384万円の支払いが命じられた。この判決ではカプコンが侵害されているとする2つの特許権の両方が侵害されていることが認められて賠償額が大幅に増額した。
コーエーテクモゲームスは知的財産高等裁判所の判決を不服として最高裁判所に上告した。2020年12月15日に最高裁判所はコーエーテクモゲームスの上告を退けてコーエーテクモゲームスは約1億4千万円の損害賠償を支払うことが確定した。